# شهرستان من
شهرستان من (به فرانسوی: Mons) در استان انو  در منطقه فدرال والوون در کشور بلژیک واقع شده‌است.

## شهرها
1. بوسو
2. کولفونتن
3. دور
4. فرموره
5. آنسی
6. اونل
7. ژوربیز
8. لانس
9. من
10. کرونیون
11. کوی
12. کیورن
13. سن-گیزلن